# Нэш, Рик
Ри́чард (Рик) Макла́рен Нэш (англ. Richard (Rick) McLaren Nash; 16 июня 1984, Брамптон, Онтарио, Канада) — бывший профессиональный канадский хоккеист, левый нападающий. Юниорскую карьеру провёл в Хоккейной лиге Онтарио (OHL), где на протяжении двух лет играл в составе команды «Лондон Найтс». На драфте НХЛ в 2002 году был выбран под общим 1-м номером клубом «Коламбус Блю Джекетс», за который выступал на протяжении 9 сезонов. Летом 2012 года стал игроком «Рейнджерс». Во время локаута в НХЛ в сезонах 2004/05 и 2012/13 играл за «Давос» из Швейцарской национальной лиги.
В дебютном сезоне в Хоккейной лиге Онтарио нападающий получил «Эммс Фэмили Эворд» — приз лучшему новичку года OHL. Выступая за «Лондон», Нэш стал не только альтернативным капитаном команды, но и одним из лучших игроков за всю историю «Найтс». 20 января 2012 года в честь признания заслуг перед хоккеистом, номер «61», под которым Рик играл в «Лондоне», был выведен клубом из обращения. Большую часть карьеры в НХЛ Нэш провёл в составе «Коламбуса», где стал обладателем «Морис Ришар Трофи» и пять раз принимал участие в Матче всех звёзд. В «Блю Джекетс» нападающий является лучшим снайпером, лучшим бомбардиром и лидером по сыгранным матчам за всё время существования «Синих Мундиров», а также ему принадлежит множество других командных рекордов. По результатам голосования среди болельщиков «Блю Джекетс», проведенным американским телеканалом NBC Sports в августе 2014 года, Нэш был назван лучшим хоккеистом в клубной истории «Коламбуса». Как игрок «Давоса» выиграл Кубок Шпенглера и стал чемпионом Швейцарии.
Нападающий в 2002 году принимал участие в чемпионате мира среди игроков не старше 20 лет, где в составе молодёжной сборной Канады стал серебряным призёром. В составе сборной Канады Рик четыре раза выступал на взрослых мировых первенствах (2005, 2007, 2008, 2011) и трижды участвовал в Олимпийских играх (2006, 2010, 2014). Хоккеист является двукратным олимпийским чемпионом: Ванкувера и Сочи, — чемпионом мира 2007 года, а также в его активе имеются две серебряные награды мировых первенств (2005 и 2008 годов).

## Детство и юность
Нэш родился 16 июня 1984 года в городе Брамптоне. Будущий хоккеист стал вторым и самым младшим ребёнком в семье Джейми и Лиз Нэш — у Рика есть единственный брат, Джеймс. Впервые Рик встал на коньки, когда ему исполнилось 2 года. Как и многие хоккеисты, выросшие в Онтарио, Нэш учился кататься на коньках на льду замёрзшего озера, которое находилось недалеко от его дома. Играть в хоккей он начал в раннем детстве — в возрасте 5 лет. Первыми партнёрами Рика на льду были его родные — отец, старший брат, который в юности неплохо катался на коньках, и дядя, Эл. Вчетвером они очень часто проводили холодные зимние дни на льду озера, играя в хоккей. После захода солнца освещением для катка им служил свет автомобильных фар. Порой мужская половина семьи Нэш так увлекалась игрой, что возвращалась домой только после того, как аккумулятор машины полностью разряжался. Джейми и Эл были болельщиками клуба Национальной хоккейной лиги (НХЛ) «Торонто Мейпл Лифс». Будущий хоккеист в детстве тоже стал большим поклонником «Торонто». Кумирами Рика были игроки «Мейпл Лифс» Дуг Гилмор и Матс Сундин, а также Джо Сакик из «Колорадо Эвеланш», Майк Модано из «Даллас Старз» и Марио Лемьё из «Питтсбург Пингвинз». Нэш вырос в Брамптоне, где учился в Столетней средней общеобразовательной школе.
Первой детской хоккейной командой, в которой играл Рик, была «Брамптон Морунз». Начиная с 1994 года в течение 6 лет, Нэш играл в системе команды «Торонто Мальборос», где его тренером был Кит Карриган. Дальнейшее становление Рика как игрока связано именно с Карриганом, под руководством которого нападающий научился всему тому, что он демонстрирует на практике, играя в хоккей на профессиональном уровне. Долговязый и высокий Нэш в подростковом возрасте начал много времени уделять физической подготовке. За счёт стараний, усердия и самоотдачи, проявленных на тренировках, он смог достаточно быстро добиться прироста мышечной массы. Помимо хоккея в школьные годы Рик занимался волейболом и бейсболом. До 15 лет он играл в лакросс и считался в этом виде спорта талантливым юным игроком. Благодаря лакроссу, Нэш хорошо развил ловкость рук, а также силу и точность своего броска.
Сезон 1999/00 Рик играл за «Мальборос» в первенстве среди команд старшей возрастной группы Хоккейной лиги Большого Торонто. В 34 матчах за свою команду он забросил 61 шайбу и отдал 54 результативные передачи, заработав тем самым 115 очков. По итогам сезона нападающий получил «Бак Хол Эворд» — приз, ежегодно вручаемый лучшему игроку «Мальборос» за проявленные лидерские качества, высокую результативность и преданность хоккею.

## Юниорская карьера

### Новичок года в Хоккейной лиге Онтарио
На драфте Хоккейной лиги Онтарио (OHL) 2000 года Нэш был выбран командой «Лондон Найтс» в 1-м раунде под общим 4-м номером. Дебют за «Найтс» для нападающего состоялся 22 сентября 2000 года, во встрече с командой «Уинсор Спитфайрз», а спустя неделю, в игре против «Норт-Бэй Батталион», он отметился первой заброшенной шайбой в OHL. По ходу сезона Рик сумел оформить два хет-трика: первый 17 ноября, во встрече с «Торонто Сент-Майклс Мэйджорс», второй 16 февраля 2001 года, в матче против «Спитфайрз».
Регулярный сезон 2000/01 нападающий завершил, заработав в общей сложности 66 очков — 31 гол и 35 результативных передач. По количеству заброшенных шайб Рик стал лучшим снайпером «Найтс», а по набранным очкам лучшим среди новичков и вторым в списке бомбардиров своей команды. «Лондон» смог выйти в плей-офф Кубка Джей Росса Робертсона 2001, однако уже в 1/4 финала Западной конференции «Найтс» проиграли серию «Эри Оттерз» со счётом 0:4. Хотя команда Нэша и не добилась значимых результатов в плей-офф, для Рика дебютный сезон за «Найтс» получился достаточно успешным: нападающий стал лучшим новичком сезона в OHL, получив «Эммс Фэмили Эворд», а также он был включён в первую Сборную молодых звёзд OHL и Сборную молодых звёзд Канадской хоккейной лиги (CHL).

### Лучший снайпер «Лондон Найтс» второй сезон подряд
Матч против команды «Эри Оттерз», сыгранный 22 ноября 2001 года, стал для нападающего самым результативным по набранным очкам в регулярном сезоне 2001/02. Забросив шайбу и отдав 4 голевые передачи партнёрам по команде, Рик за одну игру заработал 5 очков. Во встрече с «Сарния Стинг», 6 декабря, Нэш оформил свой третий хет-трик в OHL. В январе 2002 года хоккеист принял участие в Матче всех звёзд CHL, который ежегодно проводится под эгидой Канадской хоккейной лиги среди перспективных участников драфта НХЛ, выступающих в трёх крупнейших юниорских хоккейных лигах Северной Америки: Хоккейной лиге Онтарио, Главной юниорской хоккейной лиге Квебека и Западной хоккейной лиге.
Сезон 2001/02 оказался для нападающего таким же результативным, как и предыдущий. С 32 заброшенными шайбами Нэш второй год подряд стал лучшим снайпером «Лондона», а по набранным очкам (72) вновь занял второе место среди игроков своей команды. В плей-офф Кубка Джей Росса Робертсона 2002 «Найтс» дошли до 1/2 финала Западной конференции, где в шестиматчевом противостоянии уступили борьбу за выход в следующий раунд «Оттерз». Забив 10 голов и набрав в общей сложности 19 очков, Рик стал лучшим снайпером и лучшим бомбардиром среди хоккеистов «Найтс» в плей-офф. Нападающий по итогам сезона также был включён в третью Сборную всех звёзд OHL.

## Карьера в НХЛ

### Драфт
Нэш, игравший на юниорском уровне преимущественно в силовой манере, первоначально не был лидером среди участников драфта 2002 года, и в итоговом рейтинге североамериканских игроков, составленном Центральным скаутским бюро НХЛ, он занял второе место. Статус же фаворита, по мнению большинства хоккейных экспертов, а также скаутов бюро получил защитник команды «Медисин-Хат Тайгерс» Джей Боумистер, выделявшийся на льду хорошим катанием и умением подключаться к атакам. В число лидеров драфта также вошли двое финских хоккеистов: вратарь «Йокерита» Кари Лехтонен и защитник «Кярпята» Йони Питкянен, — ставших первыми в рейтингах международных вратарей и международных полевых игроков, соответственно.
Главным претендентом на Рика в НХЛ был клуб «Коламбус Блю Джекетс», в сферу интересов которого нападающий попал, когда выступал в OHL. Генеральный менеджер команды Дуг Маклин на протяжении долгого времени следил за Нэшем и хотел, чтобы нападающий непременно стал игроком «Синих Мундиров». Однако по результатам лотереи, где определялся порядок выбора клубами молодых хоккеистов, «Коламбус» получил возможность выбирать только третьим, после «Флорида Пантерз» и «Атланта Трэшерз». Выбирать четвёртым должен был клуб «Тампа-Бэй Лайтнинг». «Пантерз» намеревались заполучить Боумистера, а «Трэшерз» Лехтонена. Интерес к Нэшу долгое время кроме «Блю Джекетс» никто серьёзно не проявлял, но за сутки до начала процедуры драфта в борьбу за нападающего попытался вступить клуб «Филадельфия Флайерз». 21 июня 2002 года «Тампа-Бэй» уступила свой драфтпик в 1-м раунде «Филадельфии». Таким образом, у «Флайерз» появилась возможность выбирать четвёртыми, а значит, они вполне могли претендовать на Нэша, если бы им удалось получить право выбора либо «Флориды», либо «Атланты». Понимая, что «Филадельфия» может увести Рика, Маклин начал вести переговоры с «Пантерз» о возможности обмена драфтпика. Генеральному менеджеру «Синих Мундиров» на переговорах, в конце концов, удалось добиться положительного результата и 22 июня «Флорида» уступила право выбирать первой в пользу «Блю Джекетс». Маклин смог убедить руководство «Пантерз», что «Коламбус» интересует исключительно Нэш, а «Трэшерз» хотят видеть в своём составе только Лехтонена, и следовательно, после обмена драфтпика Боумистер всё равно достанется «Флориде». В итоге на драфте Рик стал 1-м номером и был выбран «Коламбусом», «Атланта» выбрала Лехтонена, «Флорида» — Боумистера, а «Филадельфия» получила Питкянена.

### Дебютный сезон
7 октября 2002 года Рик стал игроком «Коламбус Блю Джекетс», поставив подпись под первым в своей профессиональной карьере контрактом, который был рассчитан сроком на 2 года. По финансовым условиям соглашения зарплата хоккеиста устанавливалась в размере 1,2 миллиона долларов за сезон. Дебют Нэша в НХЛ состоялся 10 октября 2002 года, во встрече с командой «Чикаго Блэкхокс». Нападающий в игре с «Чикаго» сравнял счёт и создал несколько опасных моментов у ворот соперника, за что был удостоен звания первой звезды матча. Заброшенная шайба во встрече против «Блэкхокс» помогла Рику повторить достижение, которое не удавалось сделать новичкам с 1984 года. За 18 лет он оказался единственным хоккеистом, выбранным на драфте под 1-м номером, который сумел в дебютном матче в лиге забить гол. Подобного результата до Нэша добивались всего семь игроков, а последним был Марио Лемьё в сезоне 1984/85.
В сезоне 2002/03 Рик только осваивался в НХЛ, что, однако, не помешало молодому нападающему хорошо проявить себя в играх за «Коламбус» и стать одним из лидеров команды. Первый дубль в составе «Блю Джекетс» Рик оформил 9 ноября, во встрече против «Нью-Йорк Рейнджерс». По итогам ноября Нэш был признан новичком месяца в лиге, а в феврале он принял участие в Матче молодых звёзд НХЛ 2003, где в составе команды Западной конференции отличился 2 заброшенными шайбами. После окончания регулярного сезона хоккеиста включили в Сборную молодых звёзд НХЛ. Рик также был номинирован на «Колдер Трофи» — приз, ежегодно вручаемый лучшему новичку лиги. Однако по результатам решающего голосования награду получил другой дебютант — защитник «Сент-Луис Блюз» Баррет Джекман.

### Обладатель «Морис Ришар Трофи»
Начиная с первых игр сезона 2003/04, хоккеист стал регулярно отличаться забитыми голами в матчах за свою команду. Показав неплохую результативность, нападающий практически сразу оказался в числе лидеров среди игроков лиги по заброшенным шайбам. Основную конкуренцию в борьбе за звание лучшего снайпера сезона Нэшу составил россиянин Илья Ковальчук. 6 декабря 2003 года, во встрече с «Колорадо Эвеланш», Рик, поразив точным броском ворота Филиппа Сове, забил 18-й гол и тем самым превзошёл собственный результат по количеству заброшенных шайб за весь предыдущий сезон. В феврале 2004 года Нэш в составе команды Западной конференции впервые принял участие в Матче всех звёзд, где выиграл индивидуальное соревнование на контроль шайбы в конкурсе «Суперскиллз». Забить же гол в Матче звёзд Рик, занимавший тогда первое место в списке снайперов сезона, не сумел. За 14 минут игрового времени, проведённого на льду, он отметился тремя бросками в створ ворот соперника. Среди участников Матча всех звёзд Нэш оказался самым молодым игроком (на момент проведения игры ему исполнилось 19 лет и 237 дней). Рик также стал одним из самых юных хоккеистов за всю историю проведения мероприятия: моложе его был только Уэндел Кларк, который в 1986 году сыграл в возрасте 19 лет и 102 дней.
Нэш и Ковальчук к середине февраля смогли преодолеть отметку в 30 заброшенных шайб. Оба хоккеиста во второй половине сезона являлись главными претендентами на «Морис Ришар Трофи» — приз, ежегодно вручаемый лучшему снайперу НХЛ. Явного лидера среди двух нападающих не было, и обладатель награды определился в концовке чемпионата. 3 апреля, в последнем игровом дне регулярного сезона, Рик и Илья в матчах за свои клубы забили голы, ставшие для каждого 41 в чемпионате. Однако к этому моменту в числе лидеров среди снайперов был и Джером Игинла, который в своём последнем матче сезона тоже забросил 41-ю шайбу. В итоге сразу три хоккеиста, имея в активе по 41 голу, стали обладателями «Морис Ришар Трофи». Получив приз, Нэш оказался самым юным игроком в лиге, сумевшим когда-либо выиграть эту награду. Нападающий по итогам сезона также стал лидером в НХЛ по голам забитым в численном большинстве — 19.

### «Давос»
15 сентября 2004 года, за месяц до старта сезона 2004/05, было объявлено о начале локаута в НХЛ. Серьёзные предпосылки к локауту появились ещё в первой половине 2004 года, когда руководство лиги и Ассоциация игроков не смогли договориться о подписании нового коллективного соглашения. Многие игроки клубов НХЛ, понимая, что могут остаться без работы, начали в межсезонье заключать контракты с командами из европейских чемпионатов. Рик не стал исключением и 3 августа 2004 года, на время перерыва, подписал соглашение с командой «Давос», выступающей в Швейцарской национальной лиге (NLA). Партнёрами нападающего в швейцарском клубе стали двое игроков из НХЛ: Джо Торнтон и Никлас Хагман. Дебют Рика в NLA состоялся 17 сентября 2004 года, в матче против «Лугано». В первой игре за «Давос» Нэш отличился заброшенной шайбой и тем самым помог своей команде одержать победу над соперником со счётом 3:2. В декабре Рик принял участие в розыгрыше Кубка Шпенглера 2004. На турнире «Давос» дошёл до финала, где в решающем матче обыграл чешскую «Спарту». Заработав на турнире 7 результативных баллов в 5 играх , Нэш по набранным очкам стал самым результативным игроком. Помимо звания лучшего бомбардира он также был включён в Сборную всех звёзд Кубка Шпенглера 2004.
Регулярный сезон 2004/05 нападающий завершил, имея в активе 46 результативных баллов, которые он заработал за 26 забитых голов и 20 передач. По набранным очкам Рик занял второе место среди игроков своей команды, а по количеству заброшенных шайб стал лучшим снайпером «Давоса» и вторым в NLA. Клуб Нэша по итогам сезона с 58 очками занял в турнирной таблице 2 место и вышел в плей-офф. Обыграв по очереди «Рапперсвиль-Йона Лейкерс» и «Берн», «Давос» смог дойти до финала, где его соперником стала команда «Цюрих Лайонс». Хоккеисты «Давоса» в финальной серии, состоявшей из 5 матчей, одержали победу  над игроками «Лайонс» со счётом 4:1 и стали чемпионами Швейцарии 2005 года. Рик по окончании сезона также был признан лучшим нападающим года в NLA.

### Возвращение в НХЛ и новый контракт с «Блю Джекетс»
Срок действия двухлетнего договора с «Коламбусом» у нападающего истекал 1 июля 2005 года. Однако из-за локаута, который продолжался в НХЛ до конца июля, подписать новое соглашение с «Блю Джекетс» Рику удалось только 8 августа. Общая стоимость нового контракта составила 27 миллионов долларов, а сам договор был рассчитан сроком на 5 лет. 4 октября тренерский штаб команды назначил Нэша одним из альтернативных капитанов «Синих Мундиров».
Одна из тренировок на предсезонном сборе в лагере «Коламбуса» закончилась для хоккеиста травмой лодыжки. Полностью восстановиться от последствий повреждения к старту сезона 2005/06 Рик не сумел, и, имея проблемы со здоровьем, он всё же вышел на лёд в первой игре нового чемпионата, которая его команда проводила против «Вашингтон Кэпиталз». В одном из игровых эпизодов матча против «Кэпиталз» нападающий усугубил травму лодыжки, из-за чего досрочно покинул хоккейную площадку в первом периоде, а затем, в течение месяца не мог выступать за «Синих Мундиров». Следующее появление Рика в составе «Блю Джекетс» состоялось 1 ноября, в матче против «Эдмонтон Ойлерз». Однако уже 3 ноября, во встрече с «Калгари Флеймз», Нэш получил новое повреждение — травму колена, из-за которого впоследствии пропустил 17 игр сезона. Две серьёзные травмы и связанные с ними длительные периоды восстановления не помешали хоккеисту, после возвращения на лёд, по ходу сезона проявить высокую результативность. Регулярно отличаясь в матчах за «Коламбус», Нэш быстро возглавил список снайперов своей команды. 7 апреля, в игре против «Детройт Ред Уингз», Рик, поразив тремя точными бросками ворота Мэнни Легаси, впервые за время выступления в НХЛ оформил хет-трик.
Регулярный сезон нападающий завершил, имея в активе 54 очка, заработанные за 31 гол и 23 передачи. По количеству заброшенных шайб Нэш вновь оказался лучшим среди игроков «Блю Джекетс», а по набранным очкам занял второе место в списке бомбардиров своей команды.

### 100-я шайба в карьере

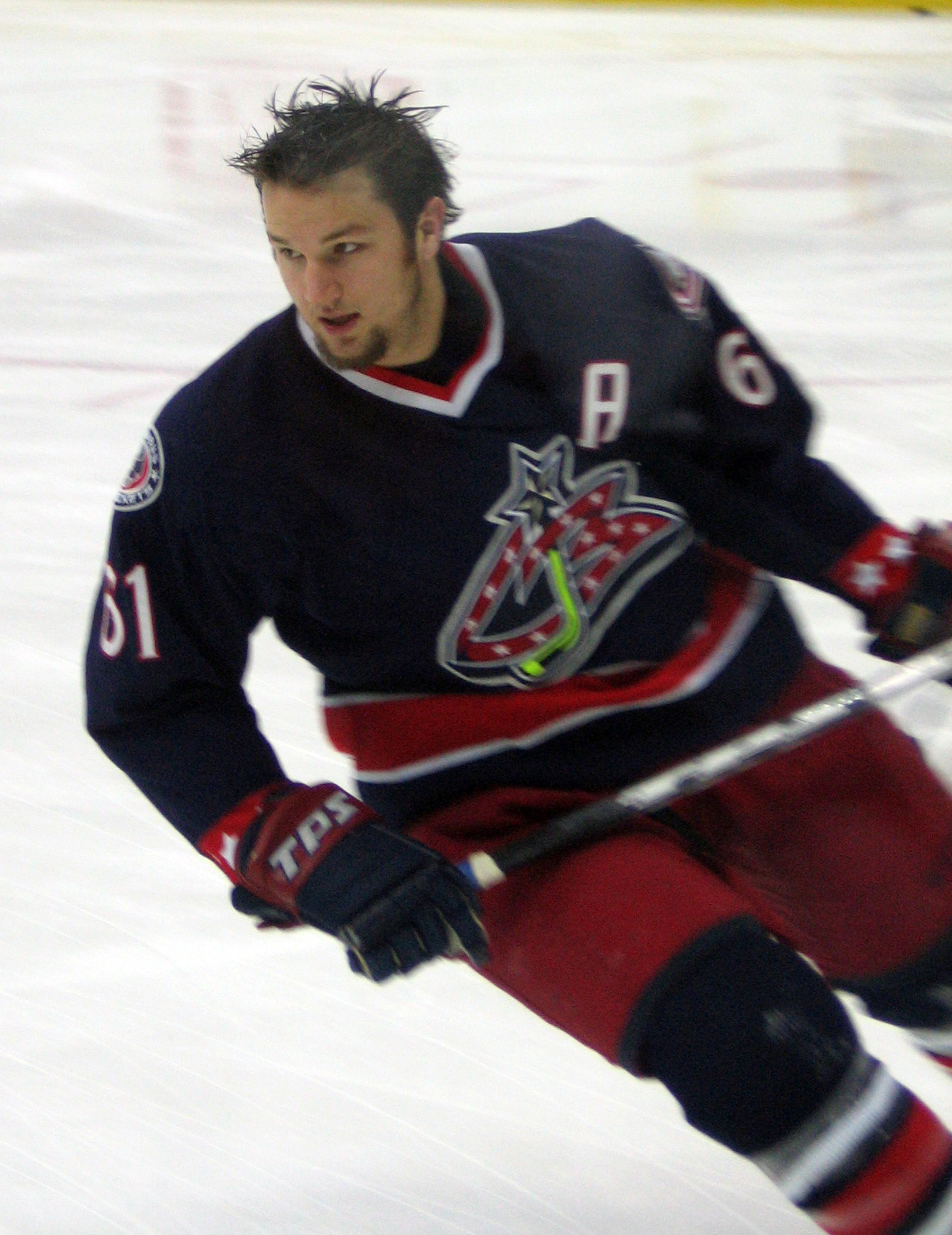
Нэш в составе «Коламбуса» в декабре 2006 года

Сезон 2006/07 для Нэша был отмечен ещё одним рекордом результативности. 16 декабря 2006 года, в матче против «Чикаго Блэкхокс», Рик, поразив точным броском ворота Николая Хабибулина, забросил свою 100-ю шайбу в чемпионатах НХЛ. Нападающий стал первым из числа игроков «Блю Джекетс», который за недолгую историю команды, смог достигнуть отметки в 100 забитых голов. В январе в составе команды Западной конференции Нэш принимал участие в Матче всех звёзд 2007. Среди хоккеистов «Коламбуса» нападающий оказался первым игроком, сумевшим дважды получил приглашение на Матч всех звёзд. В конкурсе «Суперскиллз» Рик участвовал в индивидуальном соревновании на контроль шайбы, где его соперником был Джей Боумистер. Продемонстрировав неплохое владение спортивным снарядом, Нэш с большим преимуществом одержал победу над защитником «Пантерз». В Матче звёзд нападающий набрал 4 очка, которые он заработал за 2 гола и 2 результативные передачи. 24 февраля 2007 года, во встрече с «Нью-Йорк Рейнджерс», Рик, забросив шайбу в ворота Хенрика Лундквиста, впервые в составе «Коламбуса» смог отличиться голом при игре в численном меньшинстве.
Сезон 2006/07 для хоккеиста в целом сложился неудачно — по количеству заброшенных шайб Нэш не смог повторить собственный прошлогодний результат и в 75 играх за свою команду отличился только 27 голами. Однако это не помешало нападающему в третий раз подряд стать лучшим снайпером «Блю Джекетс». По набранным очкам (57) и результативным передачам (30) Рик стал вторым в команде, уступив звание лучшего бомбардира и лучшего ассистента сезона партнёру по первому звену Давиду Выборны.

### Назначение капитаном «Коламбуса»
За четыре сезона, проведенных в составе «Блю Джекетс», Нэш стал не только одним из лидеров команды, но и основным игроком атаки, вокруг которого строилась игра «Синих Мундиров» в нападении. Свои качества главного снайпера и бомбардира «Коламбуса» Рик продемонстрировал уже в первом матче регулярного сезона 2007/08, когда во встрече с «Анахайм Дакс», 5 октября 2007 года, он забросил 2 шайбы и отдал партнёрам 2 голевые передачи, заработав тем самым 4 очка. Игра против «Дакс» для нападающего оказалась самой результативной по набранным очкам в лиге за предыдущие четыре сезона. В течение ноября хоккеист оформил хет-трик Горди Хоу, провёл 300-й матч в составе «Блю Джекетс», а также достиг отметки в 100 результативных передач в чемпионатах НХЛ. 31 декабря, в домашней игре против «Эдмонтон Ойлерз», Нэш, поразив тремя точными бросками ворота Дуэйна Ролосона, оформил свой второй хет-трик в лиге. Нападающий стал первым хоккеистом «Блю Джекетс», начиная с 2003 года, который смог отметиться 3 забитыми голами на «Нэшнуайд-арене».
В январе 2008 года Рик третий раз подряд принимал участие в Матче всех звёзд, где в составе команды Западной конференции он впервые вышел на лёд в стартовой пятёрке. Первую же атаку своей команды на 12-й секунде игры нападающий завершил заброшенной шайбой, ставшей самой быстрой за всю историю проведения Матчей звёзд. Поразив точным броском ворота соперника, Рик побил предыдущий рекорд, установленный Тедом Линдсеем в 1950 году (свой гол Линсдей забил на 19-й секунде). В течение матча Нэш забросил ещё 2 шайбы и тем самым оформил хет-трик. Однако усилий приложенных Риком оказалось недостаточно для победы своей команды — звёзды Запада проиграли звёздам Востока со счётом 7:8.
12 марта 2008 года Нэш был назначен капитаном «Коламбуса», сменив обменянного в «Колорадо Эвеланш» Адама Фута. Новый капитан «Блю Джекетс» завершил сезон, имея в своём активе 69 очков, которые он заработал за 38 шайб и 31 передачу. В четвёртый раз подряд Рик стал лучшим снайпером «Синих Мундиров» и самым результативным по набранным очкам среди игроков команды.

### Лучший бомбардир в истории «Блю Джекетс»
Сезон 2008/09 стал для «Блю Джекетс» восьмым в НХЛ, однако «Коламбус» оставался единственным клубом в лиге, не сумевшим ни разу за свою историю принять участие в розыгрыше плей-офф Кубка Стэнли. Перед началом регулярного чемпионата Нэш в интервью журналистам рассказал, что главной целью для команды является не только выход в плей-офф, но и выигрыш Кубка Стэнли, а сам Рик готов сделать для этого всё возможное. 4 декабря, забросив шайбу в игре против «Сан-Хосе Шаркс», нападающий набрал 300-е очко в НХЛ. Матч против «Анахайм Дакс», сыгранный 31 декабря, стал для хоккеиста 400-м в составе «Синих Мундиров».
Нэш к декабрю возглавил список снайперов «Блю Джекетс», однако первая половина сезона для нападающего оказалась менее успешной, чем вторая, в которой Рик показал более продуктивную и результативную игру. 18 января 2009 года, набрав 3 результативных балла во встрече против «Ванкувер Кэнакс», Нэш достиг отметки в 318 очков в играх за «Коламбус», став тем самым лучшим бомбардиром в клубной истории «Синих Мундиров». Спустя неделю нападающий принял участие в Матче всех звёзд 2009, где в составе команды Западной конференции он отличился голом и 2 результативными передачами. Хоккеист в течение сезона оформил два хет-трика: первый 27 января, второй 7 марта — причём оба раза Рик забрасывал 3 шайбы во встречах против «Детройт Ред Уингз».
По итогам регулярного чемпионата «Коламбус» впервые смог пробиться в плей-офф. Решающим матчем для «Блю Джекетс» стала игра против «Чикаго Блэкхокс», 8 апреля, в которой Нэш, сравняв счёт, перевел встречу в овертайм и тем самым помог своей команде получить очко необходимое  для попадания «Синих Мундиров» в  плей-офф Кубка Стэнли 2009. Сорок заброшенных шайб, 39 передач, а в общей сумме 79 баллов, заработанные Риком в 78 играх, помогли нападающему стать лучшим снайпером, лучшим ассистентом и лучшим бомбардиром в команде. Также Нэш установил личный рекорд результативности по набранным очкам за один сезон в НХЛ. Результат же выступления «Коламбуса» в плей-офф оказался неудачным: в 1/4 финала Западной конференции «Блю Джекетс» проиграли борьбу за выход в следующий раунд «Ред Уингз» со счётом 0:4. Дебютный матч в рамках плей-офф Нэш провёл 16 апреля, а 21 апреля, в третьей игре серии против «Детройта», Рик отметился первым результативным баллом, который он заработал за голевую передачу. 23 апреля, в четвёртом матче серии, нападающий, поразив точным броском ворота Криса Осгуда, забросил свою дебютную шайбу в плей-офф.

### 200-я шайба в карьере
Срок действия пятилетнего контракта с «Блю Джекетс» у хоккеиста истекал только в 2010 году, однако руководство «Синих Мундиров» намеревалось в межсезонье заключить с нападающим новое многолетнее соглашение, чтобы в будущем сохранить Нэша в числе игроков команды. Сам Рик не раз говорил, что желает продолжить карьеру в «Коламбусе» и готов летом рассмотреть все предложения, которые поступят от клуба. Переговоры о подписании договора начались 30 июня 2009 года и завершились спустя несколько дней, 3 июля, когда Нэш поставил подпись под новым контрактом, рассчитанным сроком на 8 лет, общей стоимостью 62,4 миллиона долларов. Однако в чемпионате 2009/10 Рик должен был выступать за «Блю Джекетс» на условиях соглашения, заключённого в 2005 году, так как новый договор вступал в силу, начиная, с сезона 2010/11.
Отметку в 200 заброшенных шайб в чемпионатах НХЛ нападающий достиг, 24 октября, когда в матче против «Анахайм Дакс» двумя точными бросками поразил ворота соперника. Среди хоккеистов «Коламбуса» Нэш стал первым игроком в истории клуба, сумевшим добиться подобного результата. Спустя две недели, 7 ноября, в одном из игровых эпизодов встречи против «Каролина Харрикейнз», Рик нанёс травму вратарю «Каролины» Кэму Уорду, когда лезвием своего конька порезал голкиперу ногу. Из-за повреждения Уорд был вынужден в первом периоде досрочно покинуть хоккейную площадку, затем ночь провести в больнице и впоследствии пропустить 13 матчей сезона. Гол в ворота Криса Мэйсона, забитый Риком во встрече с «Сент-Луис Блюз», 18 января 2010 года, позволил нападающему набрать 400-е очко в чемпионатах НХЛ. Домашний матч против «Даллас Старз», сыгранный 4 февраля, стал для Нэша 500-м в составе «Блю Джекетс».
Старт сезона для «Синих Мундиров» оказался лучшим в истории команды, однако в дальнейшем по ходу чемпионата «Коламбус» показал нестабильную игру и в результате не сумел попасть в плей-офф Кубка Стэнли 2010. По итогам сезона с 33 заброшенными шайбами и 67 набранными очками Рик вновь оказался лучшим снайпером и лучшим бомбардиром среди хоккеистов «Блю Джекетс».

### Пятое участие в Матче всех звёзд

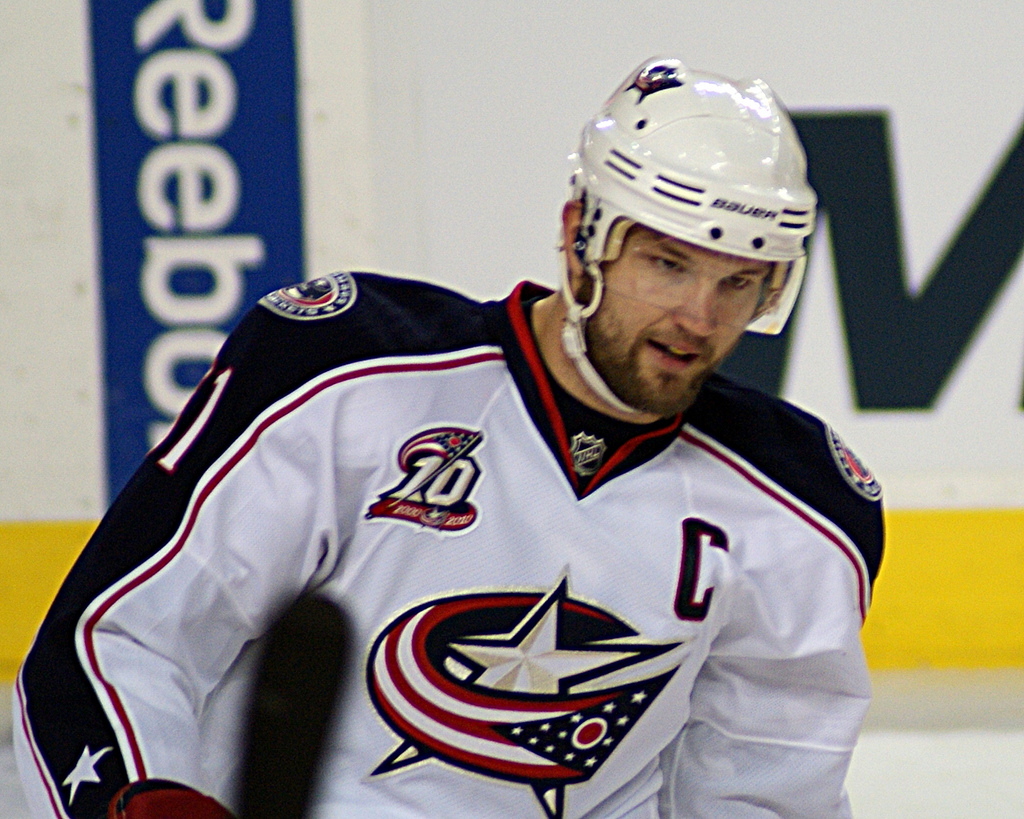
Рик Нэш был пятым капитаном в истории «Блю Джекетс»

Перед стартом регулярного сезона 2010/11 Нэш в интервью журналистам рассказал, что предыдущий чемпионат оказался очень трудным не только для него, но и для команды в целом. Нападающий также подчеркнул, что главной задачей в новом сезоне для «Блю Джекетс» является попадание в число 16 команд, которые весной смогут продолжить борьбу за Кубок Стэнли. Однако по словам Рика, повторить прошлогодний успех, когда клуб впервые сумел попасть в плей-офф, будет сложно, хотя каждый из хоккеистов «Синих Мундиров» готов сделать для этого всё необходимое. От самого капитана «Коламбуса» в предстоящем чемпионате ожидали, что он, как и в прошлые годы, покажет результативную игру.
22 октября, во встрече с «Калгари Флеймз», Рик умышленно сыграл высоко поднятой клюшкой против игрока соперника Марка Джиордано, за что в матче получил двухминутное удаление. Спустя три дня после рассмотрения инцидента с участием Нэша в Дисциплинарном комитете НХЛ, нападающий за нарушение правил был оштрафован на сумму в 2,5 тысячи долларов. Свой пятый хет-трик в составе «Блю Джекетс» хоккеист оформил 20 ноября, во встрече против «Сан-Хосе Шаркс». Третья игровая неделя ноября в целом для Рика оказалась очень результативной (в 3 матчах Нэш отметился 6 заброшенными шайбами), и по её итогам нападающий был признан первой звездой в лиге.
В январе Нэш пятый раз подряд принял участие в Матче всех звёзд. Начиная с 2011 года, формат проведения мероприятия был изменён, и на этот раз хоккеист появился на льду в составе «Сборной Стаала». Нападающий участвовал в конкурсе «Суперскиллз», где представлял свою команду в трёх соревнованиях: на точность броска, на самый сильный бросок, а также в соревновании буллитов на выбывание, — однако проявить себя в них Рику не удалось. В Матче звёзд Нэш отметился заброшенной шайбой и результативной передачей.
Во встрече с «Ванкувер Кэнакс», 27 марта, нападающий в столкновении с игроком соперника Дэном Хэмьюсом нанёс последнему травму головы, из-за которой Хэмьюс не смог доиграть матч до конца и покинул хоккейную площадку в первом периоде. Проведённое медицинское обследование диагностировало у защитника «Кэнакс» сотрясение мозга, ставшее для него вторым за полтора месяца.
Регулярный сезон 2010/11 Рик завершил, имея в своём активе 66 очков, заработанные за 32 шайбы и 34 голевые передачи. Седьмой раз подряд он стал лучшим снайпером и в четвёртый лучшим бомбардиром в команде. «Блю Джекетс» же по итогам прошедшего чемпионата попасть в плей-офф Кубка Стэнли 2011 не смогли.

### 500-е очко в карьере
Начало регулярного чемпионата 2011/12 для «Блю Джекетс» сложился крайне неудачно — команда проиграла все первые 8 матчей. В дальнейшем «Коламбус» продолжил выступать нестабильно, и к середине ноября, одержав всего лишь 3 победы в 18 играх, «Синие Мундиры» стали одними из главных аутсайдеров среди команд лиги. Большое число поражений привело к тому, что уже спустя полтора месяца после старта сезона, «Синие Мундиры» потеряли практически все шансы на выход в плей-офф. Рик же к этому моменту сыграл 600-й матч в составе «Коламбуса», став первым хоккеистом в истории «Блю Джекетс», сумевшим добиться подобного результата, а также заработал 500-е очко в рамках регулярных чемпионатов НХЛ.

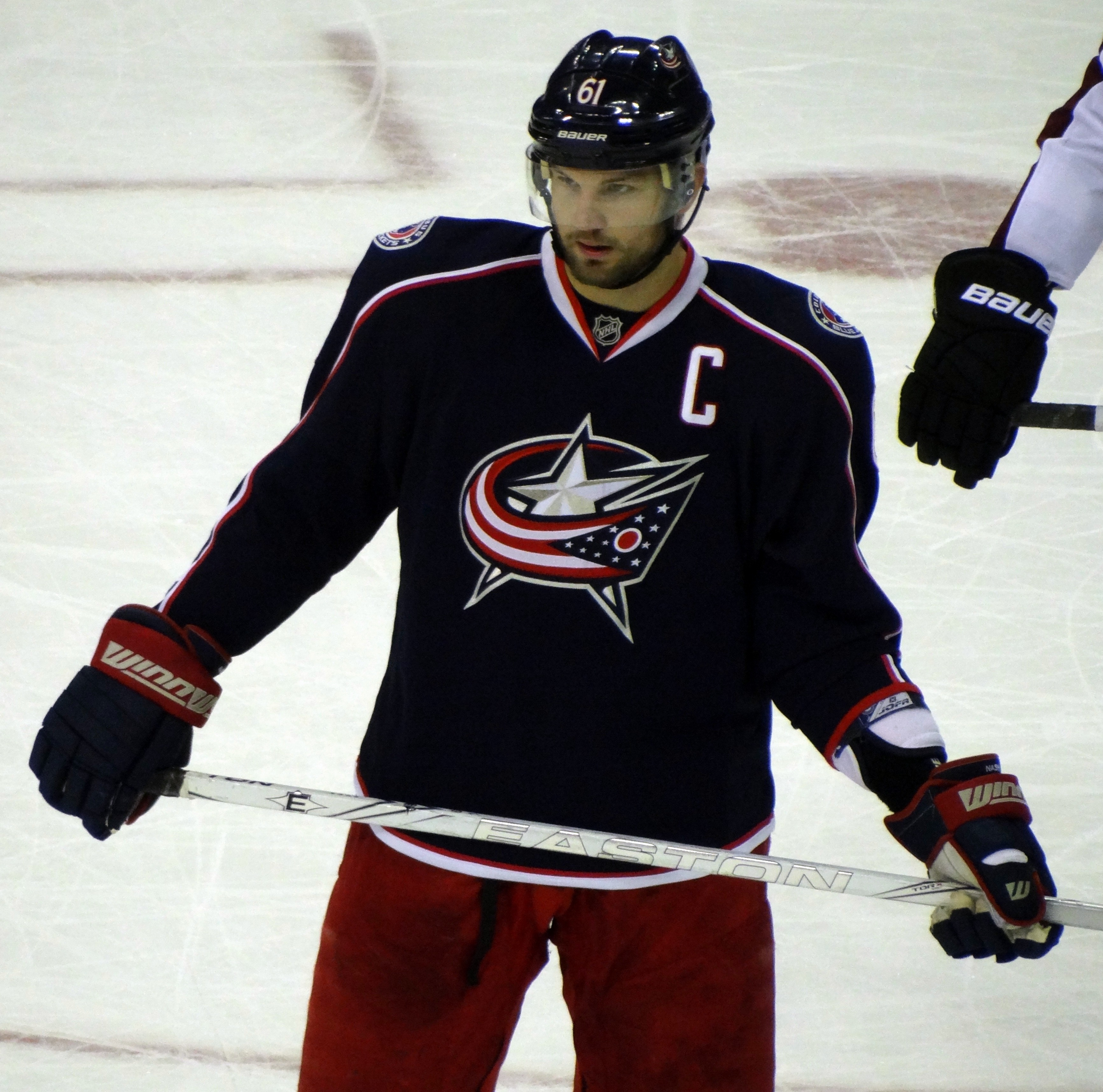
Нэш в игре за «Коламбус» в сезоне 2011/12

В первой половине сезона в НХЛ ходило множество разного рода слухов о возможном переходе хоккеиста в другую команду, но генеральный менеджер «Блю Джекетс» Скотт Хаусон опроверг их, заявив, что клуб не собирается расставаться с Нэшем и рассчитывает с помощью капитана преодолеть наступивший кризис в игре «Синих Мундиров». Однако в январе 2012 года Рик сам попросил обменять его в другую команду. «Коламбус» всеми силами пытался оставить Нэша в числе своих игроков. Хаусон в течение января несколько раз в интервью журналистам заявил, что не будет рассматривать возможность перехода нападающего в другую команду, но в результате хоккеиста переубедить не удалось, и в середине февраля руководство «Синих Мундиров» всё же приняло решение начать переговоры об обмене Нэша. Одной из главных причин, побудившей Рика покинуть «Блю Джекетс», стало отсутствие дальнейших перспектив в «Коламбусе», так как клуб был одним из аутсайдеров в НХЛ, а значит, не мог полностью удовлетворить амбиции талантливого нападающего. Как только появилась информация, что «Коламбус» готов расстаться со своим капитаном в борьбу за Рика вступили несколько команд лиги. Однако при обмене хоккеиста «Синие Мундиры» столкнулись с трудностями из-за пункта в действующем контракте Рика, который запрещал отдавать Нэша в другой клуб без его согласия. В итоге число претендентов на нападающего быстро сократилось до шести команд: «Бостон Брюинз», «Лос-Анджелес Кингз», «Нью-Йорк Рейнджерс», «Сан-Хосе Шаркс», «Торонто Мейпл Лифс» и «Ванкувер Кэнакс». «Коламбус» хотел получить за Рика достаточно большую компенсацию в виде трёх перспективных игроков и права выбора в первом раунде драфта, однако ни один из клубов, боровшихся за нападающего, не смог её предложить. В результате хоккеист до окончания чемпионата остался в числе игроков «Блю Джекетс».
По итогам сезона «Коламбус» показал худший результат выступления среди команд НХЛ, заняв последнее место в турнирной таблице лиги. Нэш принял участие в составе своего клуба во всех 82 матчах, в которых отметился 30 голами и 29 передачами, заработав тем самым в общей сложности 59 очков. Среди хоккеистов «Блю Джекетс» Рик вновь стал лучшим снайпером и лучшим бомбардиром.

### Переход в «Нью-Йорк Рейнджерс»
В межсезонье руководство «Синих Мундиров» намеревалось окончательно решить вопрос о переходе Нэша в другую команду. Многие клубы НХЛ желали видеть Рика в числе своих игроков и в июне «Коламбусу» начали поступать первые предложения, связанные с обменом нападающего. Высокая компенсация, потребованная «Блю Джекетс», а также пункт в контракте хоккеиста, который запрещал обмен без его согласия, привели к тому, что всего лишь шесть команд: «Детройт Ред Уингз», «Бостон Брюинз», «Нью-Йорк Рейнджерс», «Филадельфия Флайерз», «Питтсбург Пингвинз» и «Сан-Хосе Шаркс» — могли реально претендовать на Нэша. Но в итоге только предложение, поступившее от «Рейнджерс», смогло полностью устроить руководство «Синих Мундиров». 23 июля 2012 года Рик Нэш вместе со Стивеном Делайлом и правом выбора в 3-м раунде драфта 2013 года был обменян в «Нью-Йорк Рейнджерс». Взамен «Блю Джекетс» получили трёх игроков: Брэндона Дубински, Артёма Анисимова, Тима Эриксона — и выбор в 1-м раунде драфта 2013.
После перехода в новую команду Нэш в 2012 году не сыграл ни в одном официальном матче в составе «Рейнджерс». Причиной тому стал локаут в НХЛ, начавшийся в сентябре. Как и в 2004 году, руководство лиги и Ассоциация игроков вновь до старта сезона не смогли договориться о подписании нового коллективного соглашения. Большое число хоккеистов, играющих за клубы НХЛ, после объявления локаута начали заключать контракты с командами, выступающими в Европе. Рик на время перерыва в чемпионате временно стал игроком «Давоса». Нэша также хотел подписать московский ЦСКА из Континентальной хоккейной лиги (КХЛ), но договориться с нападающим российскому клубу не удалось. В NLA Рик отметился хет-триком, который он оформил уже в первой игре сезона, а в дальнейшем по ходу чемпионата 2012/13 неплохо проявил себя в играх за «Давос». Однако череда травм вынудила хоккеиста прекратить в конце ноября выступление за швейцарскую команду и вернуться в Канаду.
После того как в январе 2013 года локаут в НХЛ был завершён Рик смог сыграть первые матчи в составе «Рейнджерс». 12 февраля, во встрече с «Бостоном», нападающий получил сотрясение мозга, когда в борьбе за шайбу игрок «Брюинз» Милан Лучич нанёс Нэшу удар в голову. В марте Рик был близок к получению дисквалификации на несколько игр за грубый силовой приём, исполненный им против Томаша Копецки, во встрече с «Флоридой». Однако Дисциплинарный комитет НХЛ, рассмотрев инцидент с участием нападающего, не усмотрел в действиях Нэша нарушение правил и принял решение его не наказывать.
По итогам укороченного из-за локаута сезона «Рейнджерс» смогли выйти в плей-офф Кубка Стэнли 2013, а сам Рик с 21 заброшенной шайбой стал лучшим снайпером в команде. Клуб Нэша дошёл до 1/2 финала Восточной конференции, где со счётом 1–4 проиграл борьбу за выход в следующий раунд «Бостон Брюинз». Нападающий в матчах за «Рейнджерс» в розыгрыше плей-офф показал посредственную игру, что в конечном итоге сказалось на его результативности — всего один гол в 12 встречах.

### Финал Кубка Стэнли и завершение карьеры
Старт регулярного чемпионата 2013/14 для нападающего сложился неудачно. 8 октября, в матче против «Сан-Хосе Шаркс», Рик получил травму после того, как защитник соперника Брэд Стюарт нанёс Нэшу локтем удар в голову. Проведенное медицинское обследование выявило у нападающего сотрясение мозга. Из-за повреждения Рик пропустил месяц и смог приступить к тренировкам только в середине ноября. После рассмотрения инцидента в Дисциплинарном комитете НХЛ, Стюарта за нарушение правил дисквалифицировали на 3 игры сезона, а также оштрафовали на сумму в 55,4 тысячи долларов.
Нэш стал зачинщиком массовой драки, произошедшей 21 марта 2014 года, в игре против своего бывшего клуба «Блю Джекетс». Во втором периоде встречи Рик толкнул в грудь вратаря «Коламбуса» Сергея Бобровского. Хоккеисты «Синих Мундиров» вступились за своего голкипера, что в результате привело к потасовке между игроками обеих команд. Для самого Нэша этот инцидент с хоккеистами соперника оказался не единственным в матче — в третьем периоде он подрался с нападающим «Блю Джекетс» Мэттом Калвертом.
Регулярный сезон «Рейнджерс» завершили на 2 месте в Столичном дивизионе, что позволило им попасть в плей-офф Кубка Стэнли 2014. Обыграв по-очереди «Филадельфию», «Питтсбург» и «Монреаль», клуб Нэша смог дойти до финала, где «Рейнджерс» со счётом 1–4 проиграли борьбу за трофей «Лос-Анджелес Кингз». Рик, как и год назад, в плей-офф сыграл ниже своих возможностей и вновь показал низкую результативность. Безголевая серия нападающего продолжалась в течение 17 матчей подряд, а за весь плей-офф он отличился всего 3 заброшенными шайбами.
В сезоне 2014/15 Нэш установил личный снайперский рекорд, забросив 42 шайбы. 23 декабря в матче против «Вашингтона» оформил шестой хет-трик в НХЛ. В плей-офф Рик также обновил бомбардирский рекорд, но «Рейнджерс» остановились в шаге от финала, уступив в 7 матчах в финале конференции «Тампе-Бэй Лайтнинг». При этом в 6 игре, выигранной командой из Нью-Йорка со счётом 7:3, Нэш набрал 4 очка (1+3).
В следующих сезонах форвард получил несколько травм и не дотянулся даже до отметки в 40 очков. В результате в сезоне 2017/18, в последний год по текущему контракту «Рейнджерс» обменяли Нэша в «Бостон Брюинз» на Мэтта Белески, Райана Спунера, Райана Линдгрена и пики в 1-м и 7-м раундах драфта. В плей-офф в составе «мишек» набрал 5 очков, но «Бостон» уступил в серии 2-го раунда против «Тампы» со счётом 1–4. 11 января 2019 года объявил о завершении карьеры игрока из-за проблем связанных с последствиями сотрясения мозга.

## Международная карьера

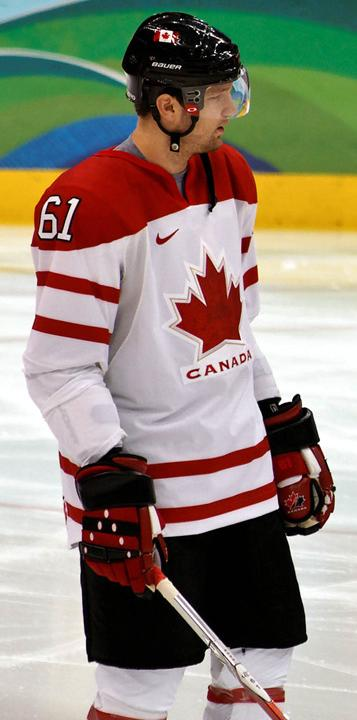
Нэш на Олимпийских играх в Ванкувере перед церемонией награждения сборной Канады золотыми наградами

Первым международным соревнованием, в котором Рик принимал участие, был молодёжный чемпионат мира 2002 года. На турнире канадцы дошли до финала, где проиграли молодёжной сборной России со счётом 4:5 и стали серебряными призёрами.
Дебют нападающего на взрослых мировых первенствах состоялся в 2005 году. Первоначально планировалось, что Нэш сможет провести первые игры в составе сборной Канады на чемпионате мира 2004, однако незадолго до начала соревнования Рик заболел: у хоккеиста было выявлено инфекционное воспаление горла, не позволившее ему отправиться на первенство планеты. Среди игроков своей сборной на чемпионате в 2005 году Рик оказался самым молодым хоккеистом. В первом матче в составе канадцев нападающий оформил хет-трик, а затем, по ходу турнира ещё шесть раз забрасывал шайбы в ворота соперников. По итогам соревнования, имея в активе 9 голов, Нэш стал лучшим снайпером первенства. Канадцы же на турнире дошли до финала, где в решающем матче проиграли борьбу за золотые медали сборной Чехии со счётом 0:3. После окончания чемпионата Рика также включили в Сборную всех звёзд турнира.
Зимние Олимпийские игры, проходившие Турине в феврале 2006 года, стали для Нэша первыми в его карьере. На турнире канадские хоккеисты выступили неудачно и, проиграв в 1/4 финала турнира сборной России со счётом 0:2, заняли итоговое 7 место.
Спустя год Рик принимал участие в мировом первенстве 2007, на котором он в составе своей сборной завоевал золотые медали. Канадцы на турнире дошли до финала и в решающем матче, благодаря двум шайбам нападающего, одержали победу над сборной Финляндии со счётом 4:2. По итогам чемпионата Нэш был назван самым ценным игроком, а также его включили в Сборную всех звёзд первенства.
Домашний чемпионат мира 2008 года принёс хоккеисту ещё одну медаль — серебряную. Сборная Канады на мировом первенстве вышла в финал, где её соперником стала сборная России. В течение решающей игры канадцы дважды вели в счёте с разницей в две шайбы, однако удержать преимущество не смогли — российские хоккеисты сравняли счёт и перевели встречу в дополнительное время. Ключевым эпизодом матча стало удаление Нэша, которое он получил в овертайме за выброс шайбы из своей зоны за пределы площадки. Спустя минуту после того, как Рик отправился отбывать наказание на скамейку штрафников, Илья Ковальчук реализовал численное большинство и принёс сборной России первые за 15 лет золотые награды первенства планеты. По итогам турнира Нэша включили в Сборную всех звёзд чемпионата.
Следующим международным соревнованием, в котором нападающий принимал участие, стали зимние Олимпийские игры 2010 года. На домашней Олимпиаде в Ванкувере Рик в составе своей сборной завоевал золотые медали после того, как канадцы в финальном матче турнира одержали победу над сборной США со счётом 3:2.
Чемпионат мира 2011 года стал для Нэша четвёртым в его карьере. Перед стартом соревнования Нэш был назначен капитаном сборной Канады. Мировое первенство для канадских хоккеистов сложилось неудачно: в 1/4 финала команда Кена Хичкока уступила своему сопернику сборной России со счётом 1:2 и заняла на турнире итоговое 5 место.
В феврале 2014 года Рик во второй раз принимал участие в зимних Олимпийских играх. Перед началом соревнования нападающего включили во второе звено сборной Канады, где его партнёрами были Патрик Шарп и Джонатан Тэйвз. На турнире канадцы, обыграв в финале сборную Швеции со счётом 3:0, завоевали 9 олимпийскую золотую награду в своей истории. Хотя Рик и стал двукратным олимпийским чемпионом, в Сочи он показал очень низкую результативность и в 6 играх отметился только одной голевой передачей.

## Стиль игры

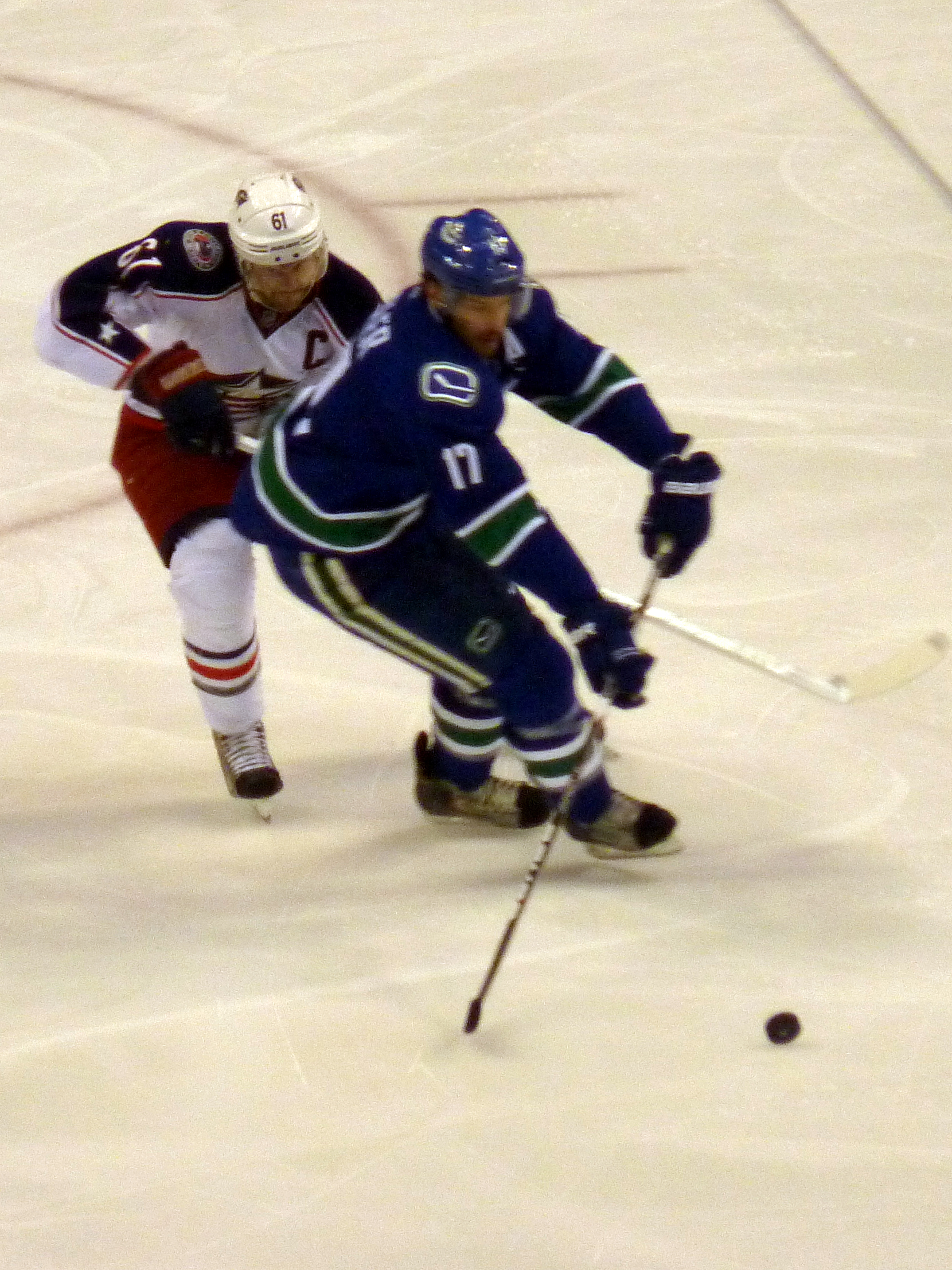
Рик (слева) в борьбе за шайбу с Райаном Кеслером

Нэш в период хоккейной карьеры был универсальным крайним нападающим и мог одинаково эффективно играть на обоих флангах атаки, хотя в матчах за свои команды он больше предпочитал исполнять роль правого крайнего. Он обладал весьма внушительными габаритами, которые давали ему возможность, когда это необходимо, демонстрировать на площадке силовой хоккей. Нэш был очень техничным игроком с хорошо развитыми ловкими руками, что в совокупности с его физическими данными и неплохим контролем шайбы, позволяли нападающему без особых проблем обыгрывать один в один защитников соперника. На льду он также выделялся своими высокими скоростными качествами и хорошим катанием. За сочетание большой физической мощи и стремительного перемещения по хоккейной площадке Нэш получил прозвище «Летающий шкаф». Помимо всех вышеперечисленных навыков, нападающий обладал голевым чутьём, которое позволяет ему в нужный момент выходить на ударные позиции, а затем с помощью точного и сильного броска завершать атаки своей команды заброшенной шайбой. Умел брать игру на себя, однако часто делал это без необходимости, что в конечном итоге оборачивалось для него длительными безголевыми сериями. Среди других слабых сторон у нападающего отмечали: не слишком эффективные действия на льду без шайбы, неуверенную игру при обороне собственных ворот, а также плохое умение Нэша выступать для своих партнёров в качестве ассистента.

## Вне льда

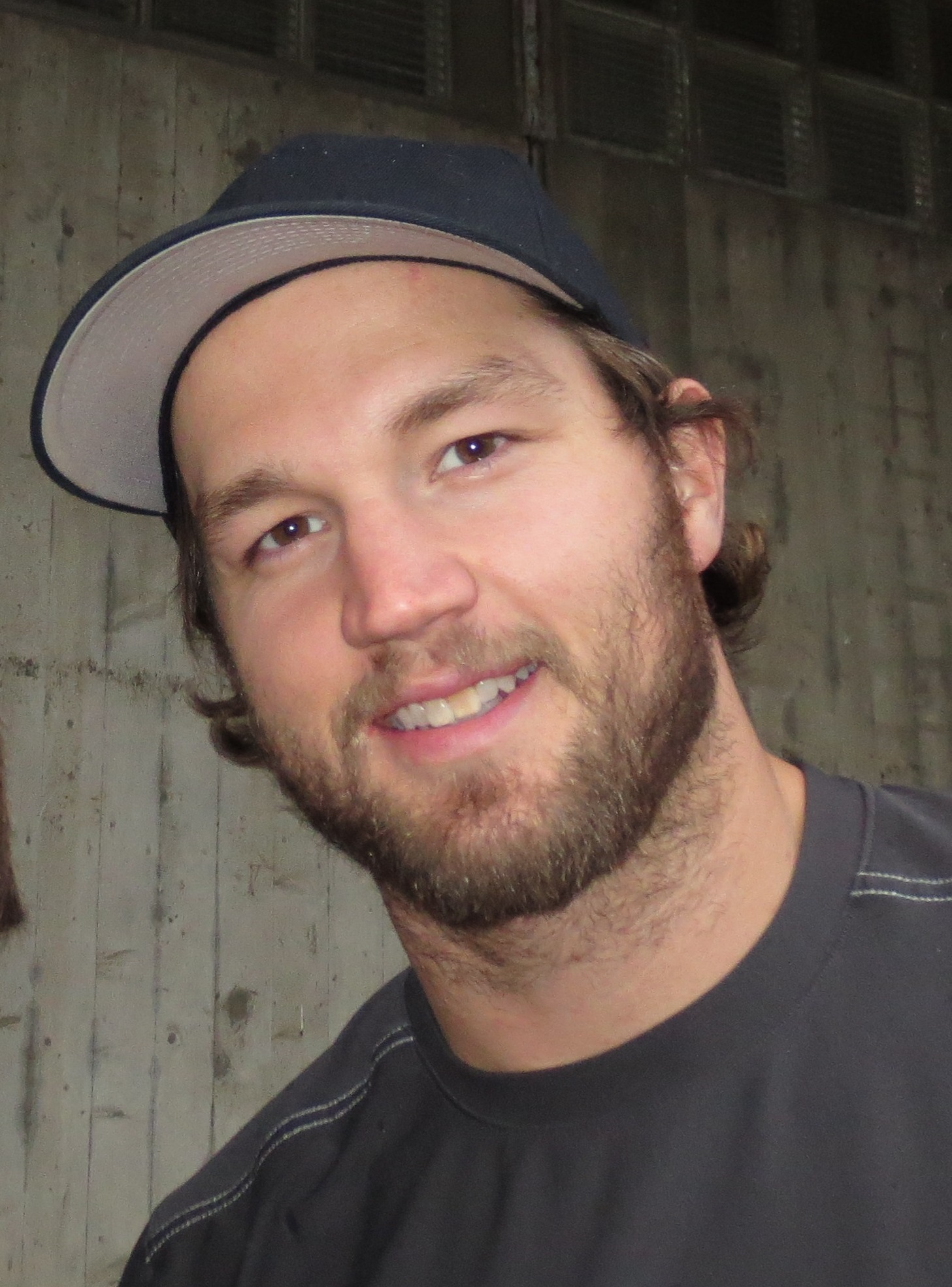
Нэш в неформальной обстановке осенью 2012 года

Рик состоит в браке с Джессикой Нэш (урождённой Кинмен). Официально свои отношения пара оформила 20 июля 2013 года, до этого момента Джессика и Рик долго встречались. Супруга хоккеиста родом из небольшого города Даблин, который расположен на северо-западе штата Огайо. Она работает в частной авиационной компании под названием Wheels Up, где занимает пост директора по маркетингу и развитию. Жена Рика много свободного времени уделяет общественной деятельности — Джессика является директором по рекламе и связям со СМИ некоммерческой организации Pelotonia, которая собирает средства для исследования рака. 12 октября 2014 года у пары родился первый ребёнок, сын Макларен. Рик присутствовал при появлении мальчика на свет, для чего ему пришлось досрочно покинуть лёд в матче против «Торонто Мейпл Лифс».
Нэш — официальное лицо хоккейного симулятора NHL 2K9, выпущенного компанией 2K Games, для игровых приставок PlayStation 2, PlayStation 3, Wii и Xbox 360. В июне 2008 года Рик в качестве консультанта помогал разработчикам в создании игры. Хоккеист имеет действующий рекламный контракт с компанией Under Armour — производителем брендовой спортивной одежды и аксессуаров. Партнёрство Нэша с американской фирмой приносит нападающему ежегодно дополнительный доход в размере 150 тысяч долларов. По версии российского издательства журнала Forbes, Рик с общим среднегодовым доходом в 8 миллионов долларов занял 9-е место в списке самых высокооплачиваемых игроков среди хоккеистов, принимавших участие на Олимпиаде в Сочи.
Вне льда Рик также известен благодаря широкой благотворительной деятельности. Во время выступления в составе «Коламбуса» он создал клуб для студентов #61 Club Good Health Challenge, целью которого было поощрение молодых парней и девушек, ведущих здоровый образ жизни. Призом для наиболее отличившихся были билеты на домашние матчи «Синих Мундиров». В 2007 году Нэш принял участие в благотворительном интернет-аукционе, проведённом организацией «Хоккей против рака» совместно с НХЛ. Цель акции — сбор средств в поддержку больных раком, а лотами на торгах выступали хоккейные свитера бывших и действующих игроков лиги. На аукционе свитер нападающего был куплен новым владельцем за 4860 долларов. Рик в 2009 году сделал благотворительный взнос университету штата Огайо для развития студенческого спорта в размере 100 тысяч долларов. В том же 2009 году хоккеист пожертвовал 25 тысяч долларов в пользу John H. McConnell Scholarship Fund — подопечного «Блю Джекетс» фонда, который ежегодно выплачивает стипендии для получения высшего образования старшеклассникам, отличившимся трудолюбием, настойчивостью, лидерством и участием в общественной жизни. Нэш регулярно делал взносы в фонд Santa’s Silent Helpers, оказывающий финансовую помощь многодетным семьям, одиноким матерям и престарелым людям. Рик помог оплатить транспортные расходы и проживание семьям юных хоккеистов, которые представляли Огайо на международных соревнованиях в Квебеке, чтобы родители на время проведения турнира смогли оставаться вместе со своими детьми. Кроме того, Нэш был представителем нескольких благотворительных акций, организованных «Блю Джекетс» совместно с газетой The Columbus Dispatch, а также телекоммуникационной компанией Time Warner Cable. Деятельность хоккеиста была отмечена в 2009 году, когда он получил Приз игроку НХЛ за благотворительность.

## Статистика
| Легенда | Легенда                    | Легенда | Легенда                   | Легенда | Легенда    |
| ------- | -------------------------- | ------- | ------------------------- | ------- | ---------- |
| И       | Количество проведённых игр | Штр     | Штрафное время            | +/−     | Плюс-минус |
| Г       | Голы                       | П       | Голевые передачи          | О       | Очки       |
| -       | Статистика неизвестна      | —       | Статистика не учитывалась |         |            |

### Матчи всех звёзд НХЛ
- Статистика приведена по данным сайтов NHL.com Архивная копия от 13 октября 2014 на Wayback Machine, Eliteprospects.com Архивная копия от 19 октября 2014 на Wayback Machine и издания Columbus Blue Jackets 2011-12 Season In Review Guide & Record Book[29].

## Достижения

### Командные
NLA
| Год  | Команда | Достижение        |
| ---- | ------- | ----------------- |
| 2005 | Давос   | Чемпион Швейцарии |

Международные
| Год        | Команда       | Достижение                                    |
| ---------- | ------------- | --------------------------------------------- |
| 2002       | Канада (мол.) | Серебряный призёр Молодёжного чемпионата мира |
| 2005, 2008 | Канада        | Серебряный призёр чемпионата мира (2)         |
| 2007       | Канада        | Чемпион мира                                  |
| 2010, 2014 | Канада        | Олимпийский чемпион (2)                       |

### Личные
Юниорская карьера
| Год  | Команда      | Достижение                                   |
| ---- | ------------ | -------------------------------------------- |
| 2001 | Лондон Найтс | Обладатель «Эммс Фэмили Эворд»               |
| 2001 | Лондон Найтс | Попадание в первую Сборную молодых звёзд OHL |
| 2001 | Лондон Найтс | Попадание в Сборную молодых звёзд CHL        |
| 2002 | Лондон Найтс | Участник Матча всех звёзд CHL                |
| 2002 | Лондон Найтс | Попадание в третью Сборную всех звёзд OHL    |

NLA
| Год  | Команда | Достижение            |
| ---- | ------- | --------------------- |
| 2005 | Давос   | Лучший нападающий NLA |

НХЛ
| Год                          | Команда              | Достижение                              |
| ---------------------------- | -------------------- | --------------------------------------- |
| 2003                         | Коламбус Блю Джекетс | Участник Матча молодых звёзд            |
| 2003                         | Коламбус Блю Джекетс | Попадание в Сборную молодых звёзд НХЛ   |
| 2004, 2007, 2008, 2009, 2011 | Коламбус Блю Джекетс | Участник Матча всех звёзд (5)           |
| 2004                         | Коламбус Блю Джекетс | Обладатель «Морис Ришар Трофи»          |
| 2009                         | Коламбус Блю Джекетс | Обладатель Приза за благотворительность |

Международные
| Год              | Команда | Достижение                                         |
| ---------------- | ------- | -------------------------------------------------- |
| 2005             | Канада  | Лучший снайпер чемпионата мира                     |
| 2005, 2007, 2008 | Канада  | Попадание в Сборную всех звёзд чемпионата мира (3) |
| 2007             | Канада  | MVP чемпионата мира                                |

- Список достижений приведён по данным сайта Eliteprospects.com Архивная копия от 19 октября 2014 на Wayback Machine и издания 2014–15 OHL Media Information Guide[156]

## Рекорды

### «Коламбус Блю Джекетс»
Наибольшее количество сыгранных матчей — 674

Наибольшее количество заброшенных шайб — 289

Наибольшее количество результативных передач — 259

Наибольшее количество набранных очков — 547

Наибольшее количество заброшенных шайб в численном большинстве — 83

Наибольшее количество заброшенных шайб в численном меньшинстве — 14

Наибольшее количество победных шайб — 44

Наибольшее количество хет-триков — 5

Наибольшее количество заброшенных шайб в одном сезоне — 41 в сезоне 2003/04

Наибольшее количество набранных очков в одном сезоне — 79 в сезоне 2008/09

Наибольшее количество заброшенных шайб в численном большинстве в одном сезоне — 19 в сезоне 2003/04

Наибольшее количество заброшенных шайб в численном меньшинстве в одном сезоне — 5 в сезоне 2008/09
- Список рекордов приведён по данным сайта Eliteprospects.com Архивная копия от 24 января 2015 на Wayback Machine и издания 2014-15 Media Guide - Columbus Blue Jackets[7].

## Комментарии
1. ↑  англ. Blue Jackets переводится на русский язык как «Синие Мундиры» и является альтернативным названием команды[6]
2. ↑  «Право выбора на драфте» также обозначается термином «Драфтпик»